# Jan de Vries (voetballer)
Jan de Vries (9 februari 1944 – Zwolle, 19 maart 2024) was een Nederlands voetballer. De verdediger speelde onder andere voor Zwolsche Boys en PEC Zwolle. In 1969 werd hij samen met Freek Schutten, Anton Goenee, Vojo Gardašević en Henk Post door PEC uit de failliete boedel van Zwolsche Boys gehaald. Hij overleed op 19 maart 2024 in zijn woonplaats Zwolle.

## Carrièrestatistieken
| Seizoen         | Club            | Land            | Competitie       | Competitie | Competitie | Beker | Beker | Internationaal | Internationaal | Overig | Overig | Totaal | Totaal |
| Seizoen         | Club            | Land            | Competitie       | Wed.       | Dlp.       | Wed.  | Dlp.  | Wed.           | Dlp.           | Wed.   | Dlp.   | Wed.   | Dlp.   |
| --------------- | --------------- | --------------- | ---------------- | ---------- | ---------- | ----- | ----- | -------------- | -------------- | ------ | ------ | ------ | ------ |
| 1960/61         | Zwolsche Boys   | Nederland       | Tweede divisie   | –          | 2          | –     | 1     | –              | –              | –      | –      | –      | 3      |
| 1961/62         | Zwolsche Boys   | Nederland       | Tweede divisie   | –          | 0          | –     | 0     | –              | –              | –      | –      | –      | 0      |
| 1962/63         | Zwolsche Boys   | Nederland       | Tweede divisie A | –          | 3          | –     | 0     | –              | –              | –      | –      | –      | 3      |
| 1963/64         | Zwolsche Boys   | Nederland       | Tweede divisie A | 6          | 0          | –     | 0     | –              | –              | –      | –      | –      | 0      |
| 1964/65         | Zwolsche Boys   | Nederland       | Tweede divisie A | –          | 1          | –     | 0     | –              | –              | –      | –      | –      | 1      |
| 1965/66         | Zwolsche Boys   | Nederland       | Tweede divisie A | 24         | 1          | –     | 0     | –              | –              | –      | –      | –      | 1      |
| 1966/67         | Zwolsche Boys   | Nederland       | Tweede divisie   | –          | 1          | –     | 0     | –              | –              | –      | –      | –      | 1      |
| 1967/68         | Zwolsche Boys   | Nederland       | Tweede divisie   | 32         | 0          | –     | 0     | –              | –              | –      | –      | –      | 0      |
| 1968/69         | Zwolsche Boys   | Nederland       | Tweede divisie   | 26         | 0          | 1     | 0     | –              | –              | –      | –      | 27     | 0      |
| 1969/70         | PEC             | Nederland       | Tweede divisie   | 25         | 0          | 1     | 0     | –              | –              | –      | –      | 26     | 0      |
| 1970/71         | PEC             | Nederland       | Tweede divisie   | 3          | 0          | 0     | 0     | –              | –              | –      | –      | 3      | 0      |
| 1971/72         | PEC Zwolle      | Nederland       | Eerste divisie   | 0          | 0          | 0     | 0     | –              | –              | –      | –      | 0      | 0      |
| Carrière totaal | Carrière totaal | Carrière totaal | Carrière totaal  | –          | 8          | –     | 1     | –              | –              | –      | –      | –      | 9      |